# Кокжиєк
Кокжиє́к (каз. Көкжиек) — село у складі Шуського району Жамбильської області Казахстану. Входить до складу Толебійського сільського округу.
До 2018 року село називалось Звірохозяйство.
Населення — 134 особи (2021; 287 у 2009, 168 у 1999, 129 у 1989).